# Consistórios de Clemente III
Esta entrada reúne a lista completa dos consistórios para a criação de novos cardeais presidida pelo Papa Clemente III, com uma indicação de todos os cardeais criados sobre os quais há informação documental (30 novos cardeais em 3 consistórios). Os nomes são colocados em ordem de criação.

## 12 de março de 1188
1. Gérard Mainard, O.Cist., Abade de Potigny (França); criado cardeal-bispo de Palestrina (falecido em maio de 1188)
2. Pedro, criado cardeal-presbítero de São Clemente (falecido por volta de outubro de 1188)
3. Alessio, subdiácono da Santa Igreja Romana, legado papal na Escócia; criado cardeal-presbítero de Santa Susana (falecido em abril de 1189)
4. Giordano di Ceccano, O.Cist., Abade do Mosteiro de Fossanova; criado cardeal-presbítero de Santa Prudenciana (falecido em março de 1206)
5. Pedro, criado cardeal-presbítero de São Pedro Acorrentado (falecido em julho de 1191)
6. Pedro, criado cardeal-presbítero de São Lourenço em Dâmaso (falecido por volta de julho de 1190)
7. Giovanni Malabranca, criado cardeal-diácono de São Teodoro (falecido por volta de outubro de 1192)
8. Gregório de São Apóstolo, criado cardeal-diácono de Santa Maria no Pórtico de Otávia (falecido em 1202)
9. Giovanni Felici, criado cardeal-diácono de Santo Eustáquio (falecido em junho de 1194)
10. Bernardo, Can.Reg. S. Frediano (Lucca); criado cardeal-diácono de Santa Maria Nuova (falecido em 1204)
11. Gregorio Crescenzi, criado cardeal-diácono de Santa Maria em Aquiro (falecido depois de agosto de 1207)

## Maio de 1189
1. Giovanni, bispo de Viterbo e Tuscania; criado cardeal-presbítero de São Clemente (falecido entre 1210 e 1211)
2. Alessandro, criado cardeal-presbítero do Santos Silvestre e Martinho nos Montes (falecido em 1190)
3. Giovanni, criado cardeal-diácono dos Santos Sérgio e Baco (falecido antes de setembro de 1190)

## Setembro de 1190
1. Pietro Gallozia, subdiácono da Santa Igreja Romana, reitor de Campagna; criado cardeal-bispo de Porto-Santa Rufina (falecido em março de 1211)
2. Rufino, bispo de Rimini; criado cardeal-presbítero de Santa Praxedes (falecido entre julho de 1191 e março de 1192)
3. Rinaldo, O.S.B., criado cardeal-presbítero dos Santos Marcelino e Pedro (falecido antes de março de 1191)
4. Guy Paré, O.Cist., Abade da Abadia de Cister, superior-geral de sua ordem; criado cardeal-presbítero de Santa Maria além do Tibre (falecido em julho de 1206); abençoado, sua memória se repete em 20 de maio
5. Cencio, criado cardeal-diácono (diaconia desconhecida) (falecido após julho de 1217)
6. Ugo criou o cardeal-presbítero dos Santos Silvestre e Martinho nos Montes (falecido em março de 1206)
7. Giovanni di Salerno, O.S.B.Cas., criado cardeal-presbítero de Santo Estêvão no Monte Celio (falecido depois de abril de 1208)
8. Romano, criado cardeal-diácono (diaconia desconhecida) (falecido após outubro de 1194)
9. Egídio de Anagni, criado cardeal-diácono de São Nicolau no Cárcere (falecido por volta de outubro de 1194)
10. Gregorio Carelli, criado cardeal-diácono de São Jorge em Velabro (falecido em maio de 1211)
11. Lotario dei conti di Segni, criado cardeal-diácono dos Santos Sérgio e Baco; posteriormente eleito Papa Inocêncio III em 8 de janeiro de 1198 (falecido em julho de 1216)
12. Gregório, criado cardeal-diácono de Santo Ângelo em Pescheria (falecido por volta de julho de 1202)
13. Niccolò, criado cardeal-diácono (diaconia não designado) (falecido após agosto de 1200)
14. Guido de Papa, criado cardeal-diácono (diaconia não designado) (falecido em agosto de 1221)
15. Giovanni Barrata, criado cardeal-diácono (diaconia desconhecido) (falecido em 1191)
16. Niccolò, criado cardeal-diácono (diaconia não designado) (falecido após abril de 1200)